# CRUX
CRUX는 숙련된 리눅스 사용자들을 대상으로 하는 경량의 x86-64에 최적화된 리눅스 배포판이다. BSD 스타일 initscript들과 함께 tar.gz 기반 패키지 시스템에 의해 배포된다. 다른 어떠한 리눅스 배포판에 기반을 두지 않는다. 애플리케이션의 설치와 업그레이드를 위해 ports 시스템도 활용한다.
crux가 십자가(cross)를 의미하는 라틴어 단어이지만 CRUX를 선택한 것 그 자체는 어떠한 의미도 없다.

## 출시
| 버전  | 날짜           |
| ----- | -------------- |
| 1.0   | 2002 December  |
| 1.1   | 2003 March     |
| 1.2   | 2003 August    |
| 1.3   | 2003 December  |
| 1.3.1 | 2004 February  |
| 2.0   | 2004 March     |
| 2.1   | 2005 April     |
| 2.2   | 2006 April     |
| 2.3   | 2007 March     |
| 2.4   | 2007 December  |
| 2.5   | 2008 December  |
| 2.6   | 2009 September |
| 2.7   | 2010 October   |
| 2.7.1 | 2011 November  |
| 2.8   | 2012 October   |
| 3.0   | 2013 January   |
| 3.1   | 2014 July      |
| 3.2   | 2015 November  |
| 3.3   | 2017 February  |
| 3.4   | 2018 May       |
| 3.5   | 2019 June      |
| 3.6   | 2020 December  |
| 3.6.1 | 2020 December  |
| 3.7   | 2022 September |